# ستراژیتسا (روستا)
ستراژیتسا (به بلغاری: Strazhitsa) یک منطقهٔ مسکونی در بلغارستان است که در شهرستان بالچیک واقع شده‌است.